# Lista de deputados estaduais de Pernambuco da 15.ª legislatura
Esta é a lista de deputados estaduais de Pernambuco para a legislatura 2003–2007. Nas eleições estaduais um total de 49 deputados foram eleitos.

## Composição das bancadas
| Partido | Líder                  | Bancada | Posição      |
| ------- | ---------------------- | ------- | ------------ |
| PFL     | Elias Lira             | 7 / 49  | Governo      |
| PMDB    | Ricardo Teobaldo       | 7 / 49  | Governo      |
| PSDB    | Bruno Araújo           | 6 / 49  | Governo      |
| PSB     | Pastor Cleiton Collins | 5 / 49  | Oposição     |
| PT      | Sérgio Leite           | 5 / 49  | Oposição     |
| PPB     | Henrique Queiroz       | 3 / 49  | Governo      |
| PDT     | José Queiroz           | 3 / 49  | Oposição     |
| PSD     | Silvio Costa           | 3 / 49  | Independente |
| PL      | Missionária Dilma Lins | 2 / 49  | Oposição     |
| PSC     | Ana Cavalcanti         | 2 / 49  | Independente |
| PPS     | Betinho Gomes          | 1 / 55  | Governo      |
| PSL     | Raimundo Pimentel      | 1 / 49  | Independente |
| PSDC    | Adelmo Duarte          | 1 / 55  | Independente |
| PV      | Lourival Simões        | 1 / 49  | Governo      |
| PCdoB   | Nelson Pereira         | 1 / 49  | Oposição     |
| PTB     | Ettore Labanca         | 1 / 49  | Oposição     |

## Deputados Estaduais
Estavam em jogo as 49 cadeiras da Assembleia Legislativa de Pernambuco.
| Número | Deputados estaduais eleitos | Partido | Votação | Percentual | Cidade onde nasceu       | Unidade federativa |
| 15999  | Raul Henry                  | PMDB    | 117.471 | 3,08%      | Recife                   | Pernambuco         |
| 22190  | Soldado Moisés              | PL      | 58.297  | 1,53%      | Recife                   | Pernambuco         |
| 45111  | Bruno Araújo                | PSDB    | 57.452  | 1,50%      | Recife                   | Pernambuco         |
| 11166  | Manoel Ferreira             | PPB     | 52.883  | 1,38%      | Jaboatão dos Guararapes  | Pernambuco         |
| 13111  | Sérgio Leite                | PT      | 52.523  | 1,37%      | Recife                   | Pernambuco         |
| 12012  | José Queiroz                | PDT     | 46.408  | 1,21%      | Caruaru                  | Pernambuco         |
| 12345  | Guilherme Uchoa             | PDT     | 44.825  | 1,17%      | Timbaúba                 | Pernambuco         |
| 25155  | Augusto Coutinho            | PFL     | 44.760  | 1,17%      | Recife                   | Pernambuco         |
| 40115  | Izaías Régis                | PSB     | 43.367  | 1,13%      | Terezinha                | Pernambuco         |
| 25125  | Elias Lira                  | PFL     | 43.010  | 1,12%      | Vitória de Santo Antão   | Pernambuco         |
| 15111  | João Negromonte             | PMDB    | 42.209  | 1,10%      | Vicência                 | Pernambuco         |
| 40890  | Pastor Cleiton Collins      | PSB     | 41.442  | 1,08%      | Petrolina                | Pernambuco         |
| 22222  | Missionária Dilma Lins      | PL      | 41.235  | 1,08%      | Buriti                   | Maranhão           |
| 15025  | Ricardo Teobaldo            | PMDB    | 40.124  | 1,05%      | Limoeiro                 | Pernambuco         |
| 45678  | Antônio Moraes              | PSDB    | 39.807  | 1,04%      | Macaparana               | Pernambuco         |
| 25555  | Ciro Coelho                 | PFL     | 38.519  | 1,01%      | Casa Nova                | Bahia              |
| 25150  | Romário                     | PFL     | 37.953  | 0,99%      | Simão Dias               | Sergipe            |
| 45555  | Fernando Lupa               | PSDB    | 36.872  | 0,96%      | Recife                   | Pernambuco         |
| 11160  | Henrique Queiroz            | PPB     | 36.704  | 0,96%      | Limoeiro                 | Pernambuco         |
| 25255  | Coronel Rufino              | PFL     | 35.816  | 0,94%      | Bom Jardim               | Pernambuco         |
| 15215  | Claudiano Martins           | PMDB    | 35.505  | 0,93%      | Itaíba                   | Pernambuco         |
| 25181  | Maviael Cavalcanti          | PFL     | 34.421  | 0,90%      | Macaparana               | Pernambuco         |
| 25232  | Roberto Liberato            | PFL     | 34.244  | 0,89%      | Caruaru                  | Pernambuco         |
| 15222  | Jacilda Urquisa             | PMDB    | 33.956  | 0,89%      | Bom Conselho             | Pernambuco         |
| 45444  | Pedro Eurico                | PSDB    | 33.438  | 0,87%      | Recife                   | Pernambuco         |
| 40123  | Aglailson Júnior            | PSB     | 33.418  | 0,87%      | Recife                   | Pernambuco         |
| 15555  | Marcantonio Dourado         | PMDB    | 32.730  | 0,85%      | Lajedo                   | Pernambuco         |
| 13500  | Isaltino Nascimento         | PT      | 32.037  | 0,84%      | Recife                   | Pernambuco         |
| 11111  | Bruno Rodrigues             | PPB     | 31.900  | 0,83%      | Recife                   | Pernambuco         |
| 45123  | Augusto César               | PSDB    | 30.402  | 0,79%      | Serra Talhada            | Pernambuco         |
| 45699  | Malba Lucena                | PSDB    | 29.865  | 0,73%      | Maceió                   | Alagoas            |
| 20101  | Ana Cavalcanti              | PSC     | 27.821  | 0,72%      | São Paulo                | São Paulo          |
| 23123  | Betinho Gomes               | PPS     | 27.711  | 0,72%      | Cabo de Santo Agostinho  | Pernambuco         |
| 15015  | Lula Cabral                 | PMDB    | 27.465  | 0,72%      | Cabo de Santo Agostinho  | Pernambuco         |
| 17111  | Raimundo Pimentel           | PSL     | 26.553  | 0,69%      | Maceió                   | Alagoas            |
| 27777  | Adelmo Duarte               | PSDC    | 26.314  | 0,69%      | Lajedo                   | Pernambuco         |
| 43147  | Lourival Simões             | PV      | 25.876  | 0,67%      | Paulo Afonso             | Bahia              |
| 20020  | Ana Rodovalho               | PSC     | 25.811  | 0,67%      | Recife                   | Pernambuco         |
| 65113  | Nelson Pereira              | PCdoB   | 25.680  | 0,67%      | Recife                   | Pernambuco         |
| 41136  | Sebastião Oliveira Júnior   | PSD     | 25.470  | 0,66%      | Recife                   | Pernambuco         |
| 13240  | Ceça                        | PT      | 24.670  | 0,64%      | Itapissuma               | Pernambuco         |
| 13610  | Roberto Leandro             | PT      | 24.534  | 0,64%      | Arcoverde                | Pernambuco         |
| 40140  | João Fernando Coutinho      | PSB     | 24.105  | 0,63%      | Recife                   | Pernambuco         |
| 41258  | Antônio Figueroa            | PSD     | 23.586  | 0,61%      | Santa Cruz do Capibaribe | Pernambuco         |
| 13613  | Teresa Leitão               | PT      | 23.104  | 0,60%      | Recife                   | Pernambuco         |
| 40200  | Carla Lapa                  | PSB     | 22.709  | 0,59%      | Carpina                  | Pernambuco         |
| 12655  | Alf                         | PDT     | 21.969  | 0,57%      | Olinda                   | Pernambuco         |
| 14514  | Ettore Labanca              | PTB     | 20.940  | 0,55%      | Recife                   | Pernambuco         |
| 41641  | Silvio Costa                | PSD     | 19.538  | 0,51%      | Rio Formoso              | Pernambuco         |